# A Little Bit of Jazz
A Little Bit of Jazz je píseň z roku 1980 pocházející z alb The Nick Straker Band (1980) a z Walk in the Park (1980), interpretovaná britskou dance-popovou kapelou Nick Straker Band. Jejím producentem a autorem je Nick Bailey, který je zároveň i frontmanem kapely.

## Umístění v žebříčku
A Little Bit of Jazz se umístil na #1 příčce americké hitparády Billboard Dance a na #35 příčce v Billboard R&B.